# Erfan Zeneli
Erfan Zeneli (Vučitrn, 28 december 1986) is een Fins-Albanees voormalig voetballer die doorgaans speelde als linksbuiten. Tussen 2005 en 2025 was hij actief voor HJK Helsinki, Maccabi Petach Tikwa, opnieuw HJK Helsinki, Sjachtjor Karaganda, Inter Turku, SJK Seinäjoki, RoPS Rovaniemi, opnieuw HJK Helsinki, AC Kajaani, FC Viikingit en SexyPöxyt. Zeneli maakte in 2013 zijn debuut in het Fins voetbalelftal en kwam uiteindelijk tot zes interlandoptredens.

## Clubcarrière
Zeneli werd geboren in Joegoslavië, maar verhuisde als kind naar Finland. Daar werd hij opgenomen in de jeugdopleiding van HJK Helsinki. In 2005 werd hij gepromoveerd tot lid van het eerste elftal. In zijn tweede seizoen werd hij een vaste waarde voor HJK. Zeneli verhuisde in 2014 naar Maccabi Petach Tikwa, maar keerde vier maanden later terug naar HJK. In februari 2016 tekende hij bij Sjachtjor Karaganda. Na een half jaar keerde de vleugelaanvaller terug naar Finland, waar hij zijn handtekening zette onder een verbintenis voor een half jaar bij Inter Turku.
In januari 2017 verliet Zeneli Inter weer, met veertien competitieoptredens achter zijn naam. Drie maanden later ondertekende de Finse Albanees een contract bij SJK Seinäjoki. Aan het einde van het kalenderjaar 2017 verliet hij deze club. Zeneli tekende in de zomer van 2018 voor een halfjaar bij RoPS Rovaniemi. Medio 2019 keerde hij voor de tweede maal in zijn carrière terug bij HJK Helsinki. Hierna kwam hij via AC Kajaani en FC Viikingit in januari 2022 terecht bij SexyPöxyt. Zeneli besloot om in januari 2025 op achtendertigjarige leeftijd een punt achter zijn actieve loopbaan te zetten.

## Interlandcarrière
Zeneli maakte op 14 augustus 2013 zijn debuut in het Fins voetbalelftal. Op die dag werd een vriendschappelijke wedstrijd tegen Slovenië met 2-0 verloren. Hij mocht van bondscoach Mika-Matti Paatelainen vijf minuten voor het einde van de wedstrijd invallen voor Joel Pohjanpalo.
| Interlands van Erfan Zeneli voor Finland | Interlands van Erfan Zeneli voor Finland | Interlands van Erfan Zeneli voor Finland | Interlands van Erfan Zeneli voor Finland | Interlands van Erfan Zeneli voor Finland | Interlands van Erfan Zeneli voor Finland |
| №                                        | Datum                                    | Wedstrijd                                | Uitslag                                  | Competitie                               | Goals                                    |
| Als speler bij HJK Helsinki              | Als speler bij HJK Helsinki              | Als speler bij HJK Helsinki              | Als speler bij HJK Helsinki              | Als speler bij HJK Helsinki              | Als speler bij HJK Helsinki              |
| ---------------------------------------- | ---------------------------------------- | ---------------------------------------- | ---------------------------------------- | ---------------------------------------- | ---------------------------------------- |
| 1                                        | 14 augustus 2013                         | Finland – Slovenië                       | 2 – 0                                    | Vriendschappelijk                        |                                          |
| 2                                        | 6 september 2013                         | Finland – Spanje                         | 0 – 2                                    | WK 2014 kwalificatie                     |                                          |
| Als speler zonder club                   |                                          |                                          |                                          |                                          |                                          |
| 3                                        | 24 januari 2014                          | Oman – Finland                           | 0 – 0                                    | Vriendschappelijk                        |                                          |
| Als speler van Maccabi Petach Tikwa      |                                          |                                          |                                          |                                          |                                          |
| 4                                        | 31 mei 2014                              | Finland – Estland                        | 2 – 0                                    | Vriendschappelijk                        |                                          |
| Als speler bij HJK Helsinki              |                                          |                                          |                                          |                                          |                                          |
| 5                                        | 19 januari 2015                          | Zweden – Finland                         | 0 – 1                                    | Vriendschappelijk                        |                                          |
| 6                                        | 22 januari 2015                          | Jemen – Finland                          | 0 – 0                                    | Vriendschappelijk                        |                                          |

## Erelijst
| Veikkausliiga | 5 | 2010, 2011, 2012, 2013, 2014 |
| Suomen Cup    | 3 | 2008, 2011, 2014             |